# Charlie Conerly
Charles Albert Conerly Jr. (Clarksdale, 19 settembre 1921 – Memphis, 13 febbraio 1996) è stato un giocatore di football americano statunitense che ha militato nel ruolo di quarterback  per tutta la carriera con i New York Giants della National Football League (NFL). Fu scelto nel corso del tredicesimo giro (127º assoluto) del Draft NFL 1945 dai Washington Redskins. Al college giocò a football all'Università del Mississippi.

## Carriera professionistica
Conerly fu scelto dai Washington Redskins nel Draft 1945 ma giocò per tutta la carriera come quarterback per i New York Giants. Nella sua prima stagione da professionista nel 1948 fu premiato come rookie dell'anno. In seguito fu convocato per due Pro Bowl nel 1950 e 1956, mentre nel 1959 fu premiato come miglior giocatore della NFL dalla Newspaper Enterprise Association.
Conerly guidò i Giants a tre finali del campionato NFL in quattro stagioni (1956, 1958–59), inclusa una vittoria per 47-7 sui Chicago Bears nella finale del 1956.

## Palmarès

### Franchigia
- Campionato NFL: 1

New York Giants: 1956

### Individuale
- Convocazioni al Pro Bowl: 2

1950, 1956
- First-team All-Pro: 3

1956, 1957, 1959
- Numero 42 ritirato dai New York Giants
- College Football Hall of Fame